# 신번현
신번현(新繁縣)은 고려시대까지 부림면을 중심으로 의령군 동북부 5개면에 걸쳐있던 지역이다.

## 유래
가야시대에 사이기국(斯二岐國)에서 유래한다. 斯二岐는 일본식 음으로 시니키(シニキ)로 읽히며 한국 측 기록에서도 "시니(省熱,新尒,辛尒,朱烏)"로 적었다. 고려시대 이름인 신번도 이에서 유래했다. 우륵의 12곡의 이사(爾赦))나 신라시대의 명칭인 의상(宜桑)은 음절이 "니시"로 뒤바뀌어서 기록된 듯 하다.
- 부림면은 조선시대부터 부림리(富林里)로 불린데서 유래되었다. 면소재인 신반리(新反里)가 옛 신번현의 중심이었다.
- 낙서면은 낙동강의 서쪽이라는 뜻에서 불렸다. 고려시대부터 불려서 전혀 번동이 없었다.
- 지정면은 지산면(芝山面)과 이정동면(二正東面)의 두개면이 합해서 생겨났다.
- 봉수면은 봉산면(鳳山面) 및 가수면(街樹面)이 합해서 생겨났다.
- 궁류면은 1914년 합천군 궁소면 일부와 의령군 일류곡면을 병합하여 생겨났다.

## 역사
- 선사시대에는 의령과 마찬가지로 별 유적이 확인된 바 없다. 낙서면 일대가 학계의 주목을 받고 있기는 하다.
- 청동기 시대에 부림면 경산리에서 지석묘가 만들어졌다.
- 가야시대에 사이기국(斯二岐國)이 있었다. 경산리 고분군(景山里古墳群)이 경상대학교 박물관에 의해 2000년 3월 25일부터 6월 7일까지 발굴조사되었다.
- 대가야의 직할영역으로 성열현(省熱縣)이 설치되었다. 이사(爾赦)로도 불렸다. 가야시대 말에 우륵이 탄생했다.[2]
- 우륵의 12곡 중 이사(爾赦)[3]의 ‘사(赦)’자는 미상이 명백하므로 우륵의 이사곡(爾赦曲)을 사이기국으로 연관할 수 없다. 그럼에도 불구하고 타나카 토시아키(田中俊明, 1952~ )[4]는 우륵을 사이기국 출신[5]은 고대 임나일본부와 연관된 임나십국의 가라국(加羅國), 안라국(安羅國), 사이기국(斯二岐國), 다라국(多羅國), 졸마국(卒麻國), 고차국(古嵯國), 자타국(子他國), 산반하국(散半下國), 걸손국(乞飡國), 임례국(稔禮國)[6]에서 인용한 왜(倭)의 사이기국을 부림면 지역 신번현으로 비정한 성열현(省熱縣)이 존재할 수 없다.
- 성열성은 지금의 제천시 청풍면에 읍성[7]이 소재하며, 청풍 사열이현에서 우륵의 탄생지로 전한다.[8]
- 대가야가 패망하자 신라의 영역이 되어 신이현(新尒縣)이 설치되었다.
- 757년 경덕왕 16년에 행정제도 개편으로 의상현으로 개명해 강주 강양군(江陽郡)의 영현이 되었다.
- 고려 초에 신번(新繁)으로 불렸다.
- 1391년 공양왕 3년에 의령에 합병되었다.
- 1895년 경에 의령군 부산면과 보림면, 경산면, 지산면, 지촌면, 이정동면, 일류곡면, 합천군 낙서면[9],이 있었다.
- 1914년 일제에 의한 행정폐합으로 옛 신번현 지역의 면들이 통폐합 되었다.

-부산면, 보림면, 경산면이 합병되고 이에 낙서면과 가수면의 일부 마을이 편입되어 부림면이 되었다. 산하 마을도 경산,대곡,손오,입산,단원,여배,감암,신반,막곡의 10개 동리로 개편되었다.
-낙서면은 합천군에서 의령군으로 편입되었다. 6개리.
-이정동면과 지산면이 통합되어 지정면이 되었다. 법정리 10개마을.
- 지촌면(紙村面)이  봉수면(鳳樹面)으로 개편되었다. 7개 법정리.
-일류곡면은 합천군 궁소면의 일부를 편입하여 궁류면이 되었다. 7개리.
- 1983년 2월 15일 합천군 적중면 권혜(상권, 중권, 하권), 묵방리가 부림면에 편입되었다.
- 1989년 1월 1일 대통령령 제12557호로 합천군 대양면 오산리 일부가 봉수면에 편입되는 대신 봉수면 서득리 일부가 부림면으로 편입되었다. 법정리 및 행정리의 변동은 없음.

## 출신 인물
- 우륵-가야시대 음악가
- 안희제(安熙濟, 1885년 ~ 1943년 8월 3일)-독립운동가
- 이극노(李克魯)-한글학자이자 독립운동가